# داریو دولچی
داریو دولچی (انگلیسی: Dario Dolci؛ زادهٔ ۵ مارس ۱۹۴۷) بازیکن فوتبال اهل ایتالیا است.
از باشگاه‌هایی که در آن بازی کرده‌است می‌توان به باشگاه فوتبال ترنانا، باشگاه فوتبال مودنا، باشگاه فوتبال آ.ث. میلان، باشگاه فوتبال ویچنزا، باشگاه فوتبال اسپال، و باشگاه فوتبال وارزه اشاره کرد.